# 25 صورة لشغف الرجل
25 صورة لشغف الرجل (بالإنجليزية: 25 Images of a Man's Passion)‏، أو شغف الرجل هي أول رواية بدون كلمات للفنان الفلمنكي فرانس ماسيريل (1889-1972)، نشرت لأول مرة في عام 1918 تحت العنوان الفرنسي (بالفرنسية: 25 images de la passion d'un homme)‏. القصة الصامتة تدور حول شاب من الطبقة العاملة يقود ثورة ضد صاحب العمل. يعتبر الكتاب الأول من عشرات الأعمال التي كتبها ماسيريل، ويعتبر أول رواية بلا كلمات، وهو النوع الذي شهد شعبيته الأكبر في أوروبا في عشرينيات وثلاثينيات القرن العشرين. تابع ماسيريل الكتاب في عام 1919 مع أشهر أعماله، رحلة عاطفية.
نشأ ماسيريل وهو يقرأ الكتب الاشتراكية الثورية وأظهر معتقداته السياسية في رواية «شغف الرجل». كما يحتوي العمل على الكثير من الصور الدينية، مثل الرجل العادي الذي يمثل المسيح الشهيد. تأثر أسلوب ماسيريل البصري بالتعبيرية والنقوش الخشبية في العصور الوسطى. حظي الكتاب بشعبية خاصة في الطبعات الألمانية، مع مقدمات لكتاب مشهورين مثل ماكس برود وهرمان هيسه وتوماس مان.

## خلفية
ولد فرانس ماسيريل (1889-1972) لعائلة تتحدث بالفرنسية في بلانكنبرج، بلجيكا. توفي والده عندما كان في الخامسة من عمره، وتزوجت والدته بعدها من طبيب في خنت، أثرت آراء زوج والدته السياسية على ماسيريل. نشأ ماسيريل وهو يقرأ الأعمال الماركسية والاشتراكية والفوضوية لكُتّاب مثل كارل ماركس وبيوتر كروبوتكين، وكثيرًا ما انضم إلى زوج والدته في المظاهرات الاشتراكية. وبعد قضاء عام في أكاديمية خنت للفنون الجميلة عام 1907، انتقل إلى باريس لدراسة الفن بشكل مستقل. تطوع خلال الحرب العالمية الأولى كمترجم للصليب الأحمر في جنيف، وأنشأ رسومًا كاريكاتورية سياسية للصحف، وشارك في نشر مجلة تسمى ليه تابت Les Tablettes (بالفرنسية)، حيث نشر أول مطبوعاته الخشبية.
في أوائل القرن العشرين، كان هناك اهتمام متجدد بالنقوش الخشبية في العصور الوسطى، وخاصة في الكتب الدينية مثل بيبليا بوبيروم. استخدم الفنانون النقش الخشبي، وهو وسيلة أقل دقة من النقش على الخشب، للتعبير عن القلق والإحباط. بدءًا من عام 1917، نشر ماسيريل كتبًا من المطبوعات الخشبية، مستخدمًا صورًا مماثلة للإدلاء ببيانات سياسية حول كفاح عامة الناس بدلاً من توضيح الموضوعات الدينية. وفي عام 1918، قام بتأليف "25 صورة لشغف الرجل"، وهو أول كتاب يعرض قصة في مطبوعات خشبية، مما يجعله أول مثال على أدب القصة الصامتة.

## ملخص
تدور أحداث الرواية حول شاب يناضل ضد الظلم في مجتمع صناعي. ولد لأم غير متزوجة، وهو يكافح من أجل البقاء، وينغمس في شرب الخمر وإقامة علاقات مع زميلاته في العمل، ويثقف نفسه من خلال القراءة والمناقشات. يقود ثورة ضد صاحب العمل ويُعدَم من قبل السلطات.

## الأسلوب
يحتوي عنوان الرواية ومحتواها على مراجع دينية، وهي مستوحاه من النقوش الخشبية في العصور الوسطى. يُصوّر الرجل العادي في الرواية على أنه شهيد، بدلاً من المسيح. يُظهر غلاف الطبعة الألمانية الشخصية الرئيسية وهي تحمل صليبًا مثل المسيح.

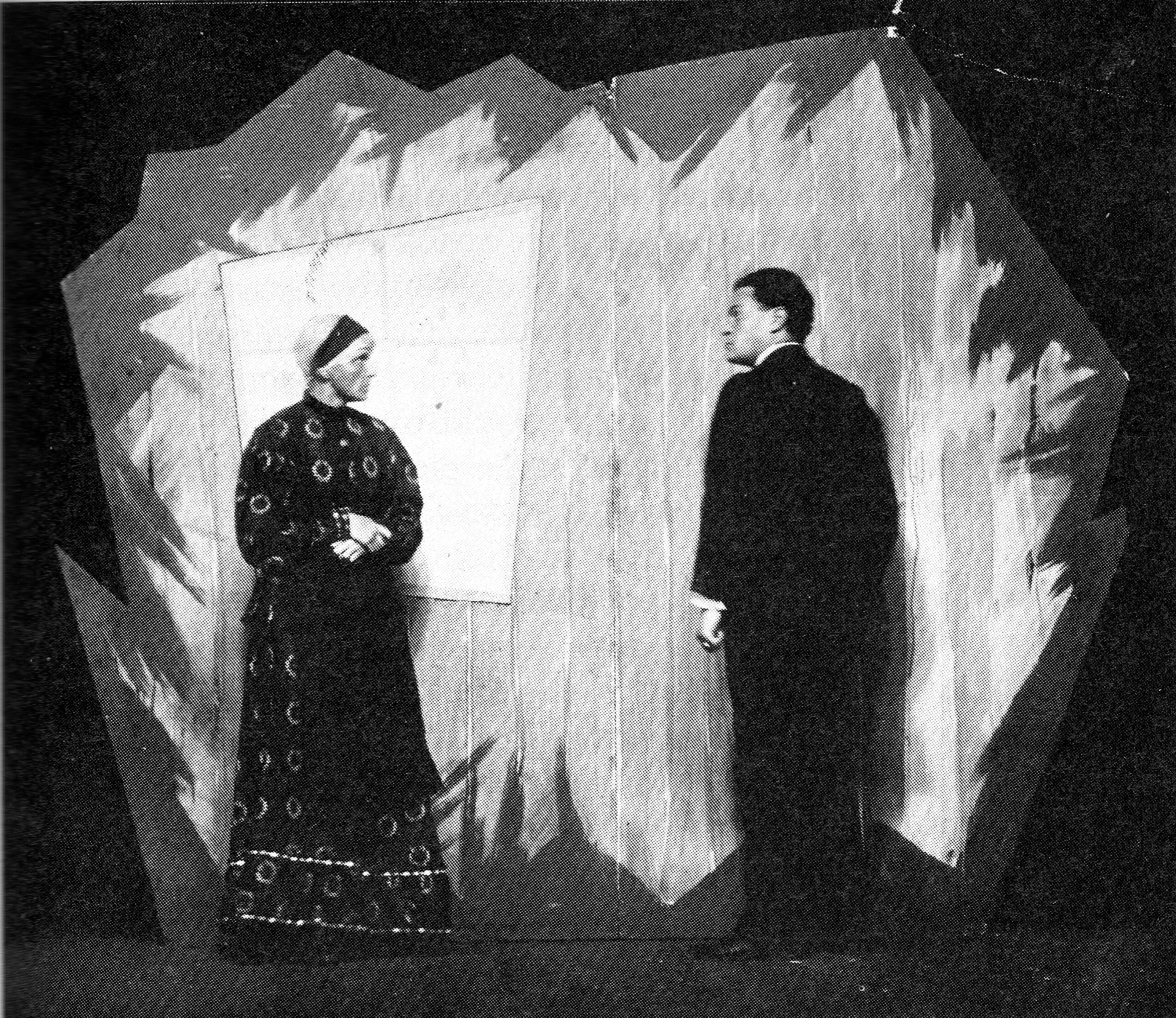
القصة مشابهة لقصة «التحول» لإرنست توللر.
في الصورة: إنتاج مسرحية التحول في 30 سبتمبر 1919

الكتاب متأثر بالتعبيرية من الناحية البصرية، على الرغم من اختلاف الخبراء حول وصف عمل مسريل بأنه تعبيري. يعتقد الناقد لوثار لانج أن سياسات ماسيريل الثورية تجعله مختلفًا عن التعبيريين. يرى بيري ويليت أوجه تشابه بين كتاب مسريل وكتاب «التحول» (بالألمانية: Die Wandlung)‏ للكاتب المسرحي التعبيري إرنست توللر (1919)، لكنه يشير إلى أن عمل مسريل أكثر سياسية، ويظهر التزامًا قويًا بالاشتراكية. المواضيع الاشتراكية لاستشهاد الطبقة العاملة شائعة في الروايات الصامتة. حدد الكتاب نغمة الروايات المستقبلية الخالية من الكلمات لماسيريل وفنانين آخرين.

## النشر والاستقبال
نُشِر الكتاب المؤلف من خمسة وعشرين مطبوعة خشبية لأول مرة في عام 1918 من قبل الناشر السويسري، إديسون دي سابلييه، الذي شارك ماسيريل في رعايته. لقد بدأت كنسخة مرقمة لهواة الجمع ثم أصبح فيما بعد إصدارات منتظمة. نشر كورت وولف نسخة ألمانية أرخص في عام 1921، كانت بعنوان "Die Passion eines Menschen"، والتي لاقت شعبية كبيرة وتضمنت مقدمات لكُتّاب مشهورين مثل ماكس برود وهرمان هيسه وتوماس مان. واستمر مسيريل على نفس الأسلوب التعبيري مع كتب أخرى مثل «رحلة عاطفية» (1919)، و«الشمس» (1919)، و«قصة بلا كلام» (1920)، و«الفكرة» (1920).